# Resident Evil: Welcome to Raccoon City
Resident Evil: Welcome to Raccoon City ist ein Action-Horrorfilm des britischen Regisseurs Johannes Roberts aus dem Jahr 2021.
Da es sich bei dem Film um eine Videospielverfilmung des Ersten und Zweiten Teils der Videospielserie Resident Evil handelt, stellt der Film keine Fortsetzung im Sinne der Handlung der Resident-Evil-Realfilmreihe dar, sondern ist ein Reboot.

## Handlung
Die Umbrella-Corporation (ein weltweiter Pharma-Konzern) ist der Hauptarbeitgeber in Raccoon City in den 1980er-Jahren.
Die Kinder Claire Redfield und ihr älterer Bruder Chris leben zu dieser Zeit im Raccoon-City-Waisenhaus. Dieses wird von Dr. William Birkin, einem Angestellten der Umbrella Corporation, geleitet. Im weiteren Verlauf der Geschichte stellt sich heraus, dass Dr. Birkin die Kinder des Waisenhauses im Geheimen als Probanden für seine eigene experimentelle Forschung nutzt. Claire entdeckt eines Nachts ein schwer entstelltes Mädchen im Waisenhaus, welches ein Krankenhausarmband mit dem Namen „Lisa Trevor“ trägt. Noch bevor sie aber mit Lisa sprechen kann, verschwindet diese wieder. Als Dr. Birkin die junge Claire für seine Experimente auswählt, kann diese fliehen und taucht unter. Ihren Bruder Chris muss sie dabei zurücklassen.
1998 hat sich die Umbrella Corporation offiziell aus Raccoon City zurückgezogen und die Stadt verwaist zusehends, da aufgrund fehlender Arbeitsmöglichkeiten die meisten Einwohner weggezogen sind.
Zu dieser Zeit kehrt Claire in die Stadt zurück, um Informationen über Raccoon City und den Absichten und Machenschaften der Umbrella Corp. nachzugehen, die sie vom Whistleblower Ben Bertolucci erhalten hat. Ben ist zwischenzeitlich nicht mehr erreichbar. Als Anhalterin ist Claire mit einem LKW-Fahrer in dessen Sattelschlepper auf dem Weg in die Stadt. Kurz vor Raccoon City fährt der Fahrer versehentlich eine Frau auf der Straße an, die reglos liegen bleibt. Während Claire und der Fahrer darüber streiten, was sie mit der vermeintlich Toten machen sollen, steht diese unentdeckt auf und verschwindet. Der Dobermann des LKW-Fahrers leckt das Blut der Frau auf, welches sie an der Unfallstelle verloren hat. Claire und der LKW-Fahrer beschließen weiterzufahren und kommen kurze Zeit später in Raccoon City an. Claire begibt sich zu ihrem Bruder Chris, der immer noch in Raccoon City lebt und dort als Polizist im Alpha-Team tätig ist. Kurz darauf beißt der Hund mit schäumendem Maul und toten Augen den LKW-Fahrer in die Hand. Zur gleichen Zeit bemerkt Leon S. Kennedy, ein neuer Polizist in der Stadt, dass der Besitzerin des Diners Blut aus dem rechten Auge rinnt, was diese aber nicht sonderlich beunruhigt.
Claire informiert Chris über Umbrellas Experimente zu biologischen Waffen und enthüllt Ben Bertolucci als ihre Informationsquelle. Chris glaubt den (nach seiner Meinung) „Verschwörungstheorien“ nicht. Die beiden hören einen Alarm, der über Außenlautsprecher in der ganzen Stadt ertönt und die Bewohner auffordert, in den Häusern zu bleiben. Chris macht sich auf den Weg zur Polizeistation, während Claire in dessen Wohnung zurückbleibt. Hier wird sie plötzlich von Chris Nachbarin angegriffen, die durch ein geschlossenes Fenster in das Haus springt. Sowohl die Frau als auch ihr Kind haben starken Haarausfall und sehen schwer krank aus. Claire kann sich befreien und nutzt Chris’ Motorrad zur Flucht.
In der Polizeistation trifft sich das Alpha-Team mit Chief Brian Irons. Sie erfahren, dass das Bravo-Team bei der Untersuchung eines Todesfalls im abgelegenen Spencer–Anwesen verschwunden ist. Das Alpha-Team, bestehend aus Chris Redfield, Jill Valentine, Richard Aiken, Brad Vickers und Albert Wesker, wird mit dem Hubschrauber in die Villa geschickt, um Nachforschungen anzustellen. Während der Besprechung erhält Wesker eine Nachricht, dass sich etwas in seinem Spind befindet, das ihm helfen wird. Bevor das Team zum Einsatz aufbricht, findet er in seinem Spind einen Mini-Computer, auf dem sich auch der Hinweis befindet, dass um 6.00 Uhr am nächsten Morgen Raccoon City ausgelöscht wird. Auf dem Hinflug mit dem Helikopter entdecken sie das Einsatzfahrzeug des Bravo-Teams unweit vom Spencer-Anwesen. Während Vickers beim Helikopter bleibt, begeben sich die anderen Team-Mitglieder zum Herrenhaus. Dort angekommen teilen sie sich in zwei Gruppen und durchsuchen getrennt das Anwesen.
Zwischenzeitlich wird Vickers im Hubschrauber von Zombies angegriffen. Auch Chris und Richard treffen auf einen Zombie, der gerade ein Mitglied des Bravo-Teams frisst. Weitere Zombies tauchen auf und greifen an. Richard wird dabei von mehreren Zombies überwältigt, während Chris entkommen kann. Im Erdgeschoss nutzt Wesker die Hinweise aus dem Mini-Computer um durch die Räume zu navigieren und einen geheimen Durchgang zum Labor unter dem Herrenhaus zu öffnen. Hierbei erfährt Jill, dass Wesker sich von einer unbekannten Gruppe bestechen lassen hat, um das von Dr. Birkin entwickelte „G-Virus“ zu stehlen.
In dem Moment stürzt der Hubschrauber mit Brad ins Herrenhaus und explodiert. Jill und Wesker können der Explosion knapp entkommen. Wesker tötet den zum Zombie mutierten Vickers und verschwindet anschließend in den geheimen Durchgang. Schwer erschüttert von Weskers Verrat, macht sich Jill auf die Suche nach Chris und Richard. In letzter Sekunde rettet sie Chris vor angreifenden Zombies. Zusammen verfolgen sie Wesker um ihn aufzuhalten.
Zur selben Zeit kippt der von seinem Hund gebissene und zwischenzeitlich zum Zombie mutierte LKW-Fahrer mit seinem Lastwagen vor der Polizeistation von Raccoon City um, woraufhin der LKW explodiert. Immer mehr Zombies versammeln sich vor der Station und versuchen das verschlossene Tor aufzubrechen. Während Leon Kennedy in der Station zurückbleibt, versucht Chief Irons mit dem Auto aus der Stadt zu entkommen, wird aber von Umbrella-Wachen gestoppt, welche Zivilisten beim Versuch der Flucht erschießen, um einen Ausbruch des Virus einzudämmen. Als Irons gezwungenermaßen zur Station zurückkehrt, wird er vom mutierten Hund des LKW-Fahrers in der Tiefgarage angegriffen. Claire ist inzwischen in der Polizeistation angekommen und rettet Irons, indem sie den Hund mit einem Feuerlöscher erschlägt. Zusammen mit Leon, der sich ebenfalls in die Tiefgarage begeben hat, gehen sie wieder in die Station. Claire und Leon rüsten sich in der Waffenkammer der Station aus. Leon findet im angeschlossenen Zellentrakt Ben Bertolucci, der in einer Zelle eingesperrt ist. Als Leon ihn aus der Zelle befreien will, wird Ben von einem ebenfalls inhaftierten Zombie gebissen.
Die Polizeistation wird von Zombies überrannt und Leon, Claire und Irons fliehen ins Waisenhaus, auf der Suche nach einem geheimen Tunnel im Gebäude, welcher zum Spencer-Anwesen führt. Dort wollen sie mit dem Helikopter die Stadt verlassen. Im Flur des Waisenhauses entdeckt Leon eine entstellte Frau. Es ist Lisa Trevor, die Claire bereits aus ihrer Zeit im Waisenhaus kennt. In dem Moment werden sie von einem „Licker“ (ein monströses Wesen ohne Haut und mit großen, spitzen Reißzähnen) angegriffen, welcher Irons tötet. Lisa gelingt es, den „Licker“ mit bloßen Händen zu töten und zum Geheimgang zu gelangen. Hier entdecken Leon und Claire das geheime Labor, in dem Dr. Birkin an Kindern experimentierte, samt ausführlichen Unterlagen. Lisa Trevor ist damals aus dem Labor geflohen und hat sich seitdem im Waisenhaus versteckt gehalten.
Unterdessen begegnet Wesker im Labor Dr. Birkin. Dieser ist mit seiner Frau und seiner Tochter Sherry vor den Zombies in der Stadt ins Labor geflohen, um das von ihm entwickelte „G-Virus“ zu sichern. Im Streit um die Virusproben werden Birkin und dessen Frau von Wesker erschossen. Bevor er auch Shelly erschießen kann, wird er von der zwischenzeitlich eingetroffenen Jill tödlich angeschossen. Im Sterben liegend bereut Wesker seine Taten und informiert Jill über die geplante Auslöschung der Stadt und einen Zug, welcher unter dem Anwesen zur Flucht bereitsteht. In dem Moment stoßen auch Claire und Leon zur Gruppe. Jill, Chris, Claire und Leon machen sich zusammen mit Birkins Tochter Sherry auf den Weg zum Zug. Indes konnte sich Dr. Birkin mit letzter Kraft das „G-Virus“ injizieren, das ihn umgehend mutieren lässt. Während der Flucht zum Zug kommt es zu einem Kampf zwischen dem mutierten Birkin und Chris, welcher der Stärke des Mutanten nicht gewachsen ist. Im letzten Moment kommt Claire zurück und rettet Chris, indem sie dem mutierten Birkin ins rechte Auge schießt. Chris, Jill, Claire, Leon und Sherry entkommen mit dem Zug, werden aber durch eine Druckwelle gestoppt, als Raccoon City und das Spencer-Anwesen zerstört werden. Birkin, der zwischenzeitlich vollends zum Monster mutiert ist, greift den Zug an und kann von Leon mit einem im Zug gefundenen Raketenwerfer endgültig getötet werden.
Die fünf Überlebenden verlassen den Zugtunnel und lassen Raccoon City zurück. Währenddessen erscheint ein Einsatzbericht der Umbrella Corporation im Bild, der die Zerstörung Raccoon Citys protokolliert und keine zivilen Überlebenden angibt.
In einer Mid-Credit-Szene sieht man den für tot gehaltenen Albert Wesker desorientiert in einem Leichensack erwachen. Er befreit sich aus dem Sack und stellt fest, das seine Augen brennen und er fast nichts sehen kann. Eine mysteriöse Frau erklärt ihm, dass es sich um eine Nebenwirkung seiner Wiederbelebung handelt und reicht ihm eine Sonnenbrille. Die Frau stellt sich als Ada Wong vor.

## Produktion und Veröffentlichung
Die Projektentwicklung begann Anfang 2017. Im Dezember 2018 wurde bekanntgegeben, wer die künstlerische Leitung bei der Produktion übernimmt.
Die Dreharbeiten begannen im Oktober 2020 in der kanadischen Gemeinde Greater Sudbury, Ontario und wurden kurz vor Weihnachten 2020 abgeschlossen. Im Mai 2021 wurden nachträgliche Dreharbeiten (Reshoots) vorgenommen.
An der Produktion des Films waren unter anderem direkt oder indirekt Screen Gems, Constantin Film und das britische Filmstudio Tea Shop Productions beteiligt. Das Budget für den Film belief sich auf 25 Millionen US-Dollar.
Der Kinostart des Films in den USA war am 24. November 2021. Im deutschsprachigen Raum startete der Film einen Tag später in den Kinos. Seine Premiere feierte der Film bereits am 19. November im Le Grand Rex, mit der Veröffentlichung in Frankreich.

## Bewertungen
Zu Kinostart konnte der Film laut Rotten Tomatoes 30 % aller Reviews überzeugen. Bei über 250 Publikumsbewertungen erhielt der Film laut Rotten Tomatoes eine Benotung von im Durchschnitt 66 von 100, während die Kritiker ihn mit 4,8 von 10 benoteten.
Laut Metacritic fielen die Bewertungen, bis auf die Reviews zum Kinostart, nicht besser aus.
Oliver Armknecht von film-rezensionen.de meinte, der Film „kehrt zu den Anfängen der beliebten Videospielreihe zurück und will im Gegensatz zu den vorangegangenen Filmen mehr tatsächlichen Horror bieten. Das gelingt aber nur zum Teil. Größtes Problem ist, wie hier zu viele Geschichten und Figuren zusammengeworfen wurden, was auf Kosten der Atmosphäre und Spannungen geht.“
Filmstarts.de schrieb: „Wenig atmosphärischer Grusel und die ebenso lückenhaft wie erratisch erzählte Geschichte dürften aber weder eingefleischte Fans noch Franchise-Neulinge wirklich glücklich machen.“
Bei pcgames.de kam man zu der Wertung: „Videospiel-Adaptionen sind meistens eher mies, dennoch sind wir uns sicher, dass es einige gibt, die sich auf den neuen Resident-Evil-Film freuen. Die originalgetreue Reboot-Umsetzung fokussiert sich auf die ersten beiden Spiele und beinhaltet Fanlieblinge wie Claire und Chris Redfield, Leon S. Kennedy und Albert Wesker, jede Menge grauenvolles CGI und eine erschreckend miserable Handlung.“
filmchecker.wordpress.com urteilte: „Leider lässt sich die Handlung nicht unbedingt als Glanzstück bezeichnen, denn viel Substanz wird dem Zuschauer hier nicht geboten. Jegliche Hintergründe werden nur ganz vage angedeutet und für Tiefe ist da einfach kein Platz. Aufgeklärt wird eigentlich auch nichts und somit muss man sich damit anfreunden können, dass Logik eher weniger zu finden ist. Das kommt einem alles sehr bruchstückhaft vor und lässt manchmal den roten Faden vermissen.“